# Női egyéni műkorcsolya a 2002. évi téli olimpiai játékokon
A 2002. évi téli olimpiai játékokon a műkorcsolya női egyéni versenyszámának rövid programját február 19-én, a kűrt február 21-én rendezték. Az aranyérmet az amerikai Sarah Hughes nyerte. A Magyarországot képviselő Sebestyén Júlia a 8. helyen végzett.

## Eredmények
Az egyes szakaszokban (rövid program, kűr) kilenc bíró pontozta a versenyzőket. A pontok alapján a bírók mindegyikénél külön-külön kialakult egy sorrend az egyes szakaszokra vonatkozóan és ez egy helyezési pontszámot is jelentett. Az egyes szakaszok eredménye a következő kritériumok alapján alakult ki:
1. „Többségi helyezések száma”. Az a versenyző végzett előrébb, akit a bírók többsége előrébb rangsorolt. A bírók többsége azt jelentette, hogy a legjobb 5 helyezést adó bíró helyezési pontszámait vették figyelembe, de ha az 5. bíró helyezésével még volt azonos helyezés, akkor az(oka)t is figyelembe vették. Ezt az adatot tartalmazza az oszlop. (Pl. a „6×3+” azt jelenti, hogy a versenyző 6 bírónál az első 3 hely valamelyikén végzett.)
2. „Többségi helyezések összege” (a figyelembe vett bírók helyezési pontszámainak összege)
3. „Helyezések összege” (az összes bíró helyezési pontszámainak összege)

A versenyszám végeredményét az összesített helyezési pontszám határozta meg, amely az alábbiak összegéből állt:
- A rövid program helyezési pontszámának 0,5-szerese (az összesítés 33,3%-a),
- A kűr helyezési pontszámának 1-szerese (az összesítés 66,7%-a).

Az alacsonyabb helyezési pontszámmal rendelkező versenyző végzett előrébb. Egyenlő helyezési pontszám esetén a kűrben elért jobb helyezés döntött.

### Rövid program
Az első 24 helyen végzett versenyző vehetett részt a kűrben.
A rövidítés jelentése a következő:
- Q: továbbjutás a kűrbe, helyezés alapján

| Hely. | Versenyző                     | Nemzet                 | Többségi helyezések száma | Többségi helyezések összege | Helyezések összege | Pont  | Helyezési pontszám | Mj. |
| ----- | ----------------------------- | ---------------------- | ------------------------- | --------------------------- | ------------------ | ----- | ------------------ | --- |
| 1.    | Michelle Kwan                 | Egyesült Államok (USA) | 5×1+                      | 5                           | 13                 | 104,4 | 0,5                | Q   |
| 2.    | Irina Szluckaja               | Oroszország (RUS)      | 6×2+                      | 8                           | 17                 | 103,7 | 1,0                | Q   |
| 3.    | Sasha Cohen                   | Egyesült Államok (USA) | 6×3+                      | 15                          | 27                 | 102,6 | 1,5                | Q   |
| 4.    | Sarah Hughes                  | Egyesült Államok (USA) | 7×5+                      | 32                          | 48                 | 98,9  | 2,0                | Q   |
| 5.    | Marija Butirszkaja            | Oroszország (RUS)      | 8×6+                      | 37                          | 45                 | 99,6  | 2,5                | Q   |
| 6.    | Sebestyén Júlia               | Magyarország (HUN)     | 5×7+                      | 33                          | 70                 | 95,9  | 3,0                | Q   |
| 7.    | Szuguri Fumie                 | Japán (JPN)            | 5×8+                      | 26                          | 71                 | 96,5  | 3,5                | Q   |
| 8.    | Jennifer Robinson             | Kanada (CAN)           | 7×9+                      | 56                          | 81                 | 94,7  | 4,0                | Q   |
| 9.    | Sarah Meier                   | Svájc (SUI)            | 5×10+                     | 36                          | 83                 | 94,5  | 4,5                | Q   |
| 10.   | Vanessa Gusmeroli             | Franciaország (FRA)    | 5×8+                      | 35                          | 84                 | 95,0  | 5,0                | Q   |
| 11.   | Silvia Fontana                | Olaszország (ITA)      | 6×10+                     | 47                          | 86                 | 94,9  | 5,5                | Q   |
| 12.   | Viktorija Volcskova           | Oroszország (RUS)      | 5×10+                     | 49                          | 97                 | 93,5  | 6,0                | Q   |
| 13.   | Tatyana Malinina              | Üzbegisztán (UZB)      | 5×11+                     | 50                          | 102                | 92,6  | 6,5                | Q   |
| 14.   | Laetitia Hubert               | Franciaország (FRA)    | 6×15+                     | 81                          | 130                | 89,2  | 7,0                | Q   |
| 15.   | Halina Manjacsenko-Jefremenko | Ukrajna (UKR)          | 6×15+                     | 87                          | 137                | 88,6  | 7,5                | Q   |
| 16.   | Olena Ljasenko                | Ukrajna (UKR)          | 7×18+                     | 119                         | 161                | 84,6  | 8,0                | Q   |
| 17.   | Onda Josie                    | Japán (JPN)            | 6×19+                     | 100                         | 164                | 83,6  | 8,5                | Q   |
| 18.   | Elina Kettunen                | Finnország (FIN)       | 5×19+                     | 85                          | 168                | 83,2  | 9,0                | Q   |
| 19.   | Mojca Kopač                   | Szlovénia (SLO)        | 6×19+                     | 104                         | 171                | 82,5  | 9,5                | Q   |
| 20.   | Zuzana Babiaková              | Szlovákia (SVK)        | 5×20+                     | 92                          | 181                | 83,0  | 10,0               | Q   |
| 21.   | Vanessa Giunchi               | Olaszország (ITA)      | 6×20+                     | 112                         | 183                | 82,0  | 10,5               | Q   |
| 22.   | Julija Szaldatava             | Fehéroroszország (BLR) | 5×21+                     | 90                          | 186                | 79,7  | 11,0               | Q   |
| 23.   | Idora Hegel                   | Horvátország (CRO)     | 6×21+                     | 121                         | 197                | 77,6  | 11,5               | Q   |
| 24.   | Roxana Luca                   | Románia (ROU)          | 6×23+                     | 132                         | 206                | 76,4  | 12,0               | Q   |
| 25.   | Stephanie Zhang               | Ausztrália (AUS)       | 6×24+                     | 142                         | 219                | 74,0  | 12,5               |     |
| 26.   | Pak Picshna                   | Dél-Korea (KOR)        | 5×26+                     | 127                         | 235                | 69,6  | 13,0               |     |
| 27.   | Julija Lebegyeva              | Örményország (ARM)     | 9×27+                     | 238                         | 238                | 68,1  | 13,5               |     |

### Kűr
| Hely. | Versenyző                     | Nemzet                 | Többségi helyezések száma | Többségi helyezések összege | Helyezések összege | Pont  | Helyezési pontszám |
| ----- | ----------------------------- | ---------------------- | ------------------------- | --------------------------- | ------------------ | ----- | ------------------ |
| 1.    | Sarah Hughes                  | Egyesült Államok (USA) | 5×1+                      | 5                           | 18                 | 103,8 | 1,0                |
| 2.    | Irina Szluckaja               | Oroszország (RUS)      | 6×2+                      | 8                           | 18                 | 103,9 | 2,0                |
| 3.    | Michelle Kwan                 | Egyesült Államok (USA) | 5×2+                      | 10                          | 22                 | 103,2 | 3,0                |
| 4.    | Sasha Cohen                   | Egyesült Államok (USA) | 8×4+                      | 28                          | 33                 | 102,2 | 4,0                |
| 5.    | Szuguri Fumie                 | Japán (JPN)            | 7×5+                      | 34                          | 49                 | 99,3  | 5,0                |
| 6.    | Marija Butirszkaja            | Oroszország (RUS)      | 6×7+                      | 36                          | 64                 | 96,7  | 6,0                |
| 7.    | Jennifer Robinson             | Kanada (CAN)           | 6×7+                      | 40                          | 67                 | 96,5  | 7,0                |
| 8.    | Sebestyén Júlia               | Magyarország (HUN)     | 6×8+                      | 45                          | 79                 | 95,7  | 8,0                |
| 9.    | Elina Kettunen                | Finnország (FIN)       | 5×10+                     | 41                          | 91                 | 93,3  | 9,0                |
| 10.   | Viktorija Volcskova           | Oroszország (RUS)      | 5×10+                     | 41                          | 93                 | 93,0  | 10,0               |
| 11.   | Halina Manjacsenko-Jefremenko | Ukrajna (UKR)          | 5×11+                     | 52                          | 105                | 91,8  | 11,0               |
| 12.   | Silvia Fontana                | Olaszország (ITA)      | 5×12+                     | 51                          | 114                | 90,4  | 12,0               |
| 13.   | Olena Ljasenko                | Ukrajna (UKR)          | 5×13+                     | 50                          | 109                | 91,0  | 13,0               |
| 14.   | Onda Josie                    | Japán (JPN)            | 5×13+                     | 58                          | 116                | 91,0  | 14,0               |
| 15.   | Laetitia Hubert               | Franciaország (FRA)    | 5×14+                     | 63                          | 128                | 89,5  | 15,0               |
| 16.   | Sarah Meier                   | Svájc (SUI)            | 5×14+                     | 58                          | 122                | 90,2  | 16,0               |
| 17.   | Vanessa Gusmeroli             | Franciaország (FRA)    | 8×17+                     | 132                         | 150                | 86,7  | 17,0               |
| 18.   | Julija Szaldatava             | Fehéroroszország (BLR) | 6×19+                     | 109                         | 172                | 80,7  | 18,0               |
| 19.   | Idora Hegel                   | Horvátország (CRO)     | 5×19+                     | 90                          | 174                | 83,1  | 19,0               |
| 20.   | Vanessa Giunchi               | Olaszország (ITA)      | 8×20+                     | 156                         | 177                | 81,1  | 20,0               |
| 21.   | Zuzana Babiaková              | Szlovákia (SVK)        | 5×20+                     | 97                          | 184                | 79,3  | 21,0               |
| 22.   | Mojca Kopač                   | Szlovénia (SLO)        | 8×22+                     | 169                         | 192                | 77,7  | 22,0               |
| 23.   | Roxana Luca                   | Románia (ROU)          | 9×23+                     | 205                         | 205                | 72,4  | 23,0               |
| 24.   | Tatyana Malinina              | Üzbegisztán (UZB)      | nem indult                |                             |                    |       | –                  |

### Végeredmény
| Helyezés | Versenyző                     | Nemzet                 | Helyezési pontszámok | Helyezési pontszámok | Helyezési pontszámok |
| Helyezés | Versenyző                     | Nemzet                 | Rövid program        | Kűr                  | Összesen             |
| -------- | ----------------------------- | ---------------------- | -------------------- | -------------------- | -------------------- |
| Arany    | Sarah Hughes                  | Egyesült Államok (USA) | 2,0                  | 1,0                  | 3,0                  |
| Ezüst    | Irina Szluckaja               | Oroszország (RUS)      | 1,0                  | 2,0                  | 3,0                  |
| Bronz    | Michelle Kwan                 | Egyesült Államok (USA) | 0,5                  | 3,0                  | 3,5                  |
| 4.       | Sasha Cohen                   | Egyesült Államok (USA) | 1,5                  | 4,0                  | 5,5                  |
| 5.       | Szuguri Fumie                 | Japán (JPN)            | 3,5                  | 5,0                  | 8,5                  |
| 6.       | Marija Butirszkaja            | Oroszország (RUS)      | 2,5                  | 6,0                  | 8,5                  |
| 7.       | Jennifer Robinson             | Kanada (CAN)           | 4,0                  | 7,0                  | 11,0                 |
| 8.       | Sebestyén Júlia               | Magyarország (HUN)     | 3,0                  | 8,0                  | 11,0                 |
| 9.       | Viktorija Volcskova           | Oroszország (RUS)      | 6,0                  | 10,0                 | 16,0                 |
| 10.      | Silvia Fontana                | Olaszország (ITA)      | 5,5                  | 12,0                 | 17,5                 |
| 11.      | Elina Kettunen                | Finnország (FIN)       | 9,0                  | 9,0                  | 18,0                 |
| 12.      | Halina Manjacsenko-Jefremenko | Ukrajna (UKR)          | 7,5                  | 11,0                 | 18,5                 |
| 13.      | Sarah Meier                   | Svájc (SUI)            | 4,5                  | 16,0                 | 20,5                 |
| 14.      | Olena Ljasenko                | Ukrajna (UKR)          | 8,0                  | 13,0                 | 21,0                 |
| 15.      | Laetitia Hubert               | Franciaország (FRA)    | 7,0                  | 15,0                 | 22,0                 |
| 16.      | Vanessa Gusmeroli             | Franciaország (FRA)    | 5,0                  | 17,0                 | 22,0                 |
| 17.      | Onda Josie                    | Japán (JPN)            | 8,5                  | 14,0                 | 22,5                 |
| 18.      | Julija Szaldatava             | Fehéroroszország (BLR) | 11,0                 | 18,0                 | 29,0                 |
| 19.      | Idora Hegel                   | Horvátország (CRO)     | 11,5                 | 19,0                 | 30,5                 |
| 20.      | Vanessa Giunchi               | Olaszország (ITA)      | 10,5                 | 20,0                 | 30,5                 |
| 21.      | Zuzana Babiaková              | Szlovákia (SVK)        | 10,0                 | 21,0                 | 31,0                 |
| 22.      | Mojca Kopač                   | Szlovénia (SLO)        | 9,5                  | 22,0                 | 31,5                 |
| 23.      | Roxana Luca                   | Románia (ROU)          | 12,0                 | 23,0                 | 35,0                 |
| 24.      | Tatyana Malinina              | Üzbegisztán (UZB)      | 6,5                  | nem indult           | –                    |
| 25.      | Stephanie Zhang               | Ausztrália (AUS)       | 12,5                 | kiesett              | –                    |
| 26.      | Pak Picshna                   | Dél-Korea (KOR)        | 13,0                 | kiesett              | –                    |
| 27.      | Julija Lebegyeva              | Örményország (ARM)     | 13,5                 | kiesett              | –                    |